# 李寿成 (韩国)
李寿成 （韓語：이수성，1939年3月10日—) 大韩民国的学者兼大学教授、政治家。1995年任首尔大学校长，同年12月－1997年3月国务总理。

## 生平
李寿成出生于咸镜南道咸兴郡，他的父亲在朝鲜战争时期被北韩绑架。
李寿成首尔高中毕业后，1956年升入首爾大學法学系，1961年获得法学学士学位，1976年被授予法学博士学位。1967年-1978年在首尔大学法律学院担任专职讲师、副教授、教授，1970年-1971年在美国匹兹堡大学研究生院犯罪社会学交流研究院学习；1978-1979年在法国巴黎第二大学刑法学交流研究院学习；1973-1974年任首尔大学法学院学生科科长；1980年任首尔大学学生处处长、1985年至1989年任韩国刑事政策学会会长，1988年6月-1990年6月任首尔大学法学院院长，1995年担任第20任首尔大学校长。同年任三星媒体财团理事长，12月被金泳三总统任命为国务总理，辞去校长职务。1996年至1997年3月以总理兼任劳资关系改革推进委员会委员长。
1997年总理卸任后作为新韩国党总统候选人参加总统竞选，但落选。2000年与金润焕、李基泽一同创立民主国民党，但在第16届国会选举中落选。
1998年至2000年金大中政府时期担任民主和平统一咨询会议首席副议长、白凡纪念事业协会会长等对外活动职务。除此之外，还担任过民族和解合作泛国民协议会代表常任议长、新村运动中央会会长等职务。
2007年参加第17届总统选举，12月13日辞去候选人职务并遵守选举中立。
在2012年韩国总统选举中表示支持民主统合党候选人文在寅。
著作有《刑事政策》、《犯罪生态学》、《刑法总论》、《世界犯罪学的研究动向分析》等。

## 名誉博士学位
- 圆光大学名誉政治学博士(1999年)
- 哈萨克斯坦大学名誉博士
- 俄罗斯远东问题研究所名誉博士
- 中国社会科学院名誉博士

## 其他履历
- 第二次建国泛国民推进委员会共同委员长
- 残疾人率先实践中央协会常任代表
- 民主国民党常任顾问
- 民俗博物馆协会会长
- 和平运动联合总裁
- 首尔高中同学会会长(第13届)
- 新村运动中央会会长(第16届)
- 民族和解合作泛国民协议会代表常任议长
- 汉拏日报顾问
- 韩国刑事政策学会名誉会长
- 社团法人-科学先贤蒋英实先生纪念基金会会长
- 城南艺术中心后援会顾问
- 中国延边大学名誉教授